# Dévoluy (région naturelle)
Pour les articles homonymes, voir Dévoluy.
Le Dévoluy est une région naturelle située dans le département des Hautes-Alpes, dans le Sud-Est de la France, qui est formée par une vallée haute (1 100 mètres et plus) entourée de toutes parts par les lignes de crêtes du massif du Dévoluy. Cette montagne calcaire, qui fait partie des Préalpes, est caractérisée par des altitudes particulièrement élevées (les plus hauts sommets dépassent 2 700 mètres). Au sein de cette vallée coule la Souloise affluent de l'Isère. Jusqu'à la création d'axes routiers dans la seconde moitié du XIXe siècle les difficultés d'accès vers l'extérieur de ce petit pays (environ 150 km2) ont contraint ses habitants à vivre en quasi autarcie en s'appuyant principalement sur l'élevage des ovins et des bovins. Un exode rural massif a réduit sa population qui est passée de 2 000 à 900 habitants (2021). L'économie repose toujours en partie sur l'élevage des moutons mais le tourisme a pris une importance considérable depuis la création dans les années 1960-1970 des stations de sport d'hiver de SuperDévoluy et de la Joue du Loup.

## Toponymie
L'appellation Dévoluy est mentionnée pour la première fois en 1248 sous la forme Devolodio. Elle proviendrait du latin devolvit (« a roulé, a précipité ») qui ferait référence aux nombreux éboulis qu'on trouve au pied des parois verticales comme celui de la tête de la Cluse qui surplombe ce village et qui constitue l'un des plus importants d'Europe.

## Géographie

### Situation
Le Dévoluy est un petit « pays » situé dans le Nord-Est du département des Hautes-Alpes dont les limites sont définies par les crêtes du massif du Dévoluy. Ce massif calcaire, le plus haut des Préalpes (la Grande Tête de l'Obiou culmine à (2 789 m), cerne de toutes parts une cuvette, peuplée d'environ un millier d'habitants, dont le point bas se situe vers 1 200 mètres. D'une superficie de 149 km2 le Dévoluy est cerné à l'ouest par le chaînon du Grand Ferrand, au nord par l'Obiou et le Gicon, à l'est par la montagne de Faraut et au sud par la montagne d'Aurouze culminant au pic de Bure. L'accès se fait depuis le sud par le col du Festre (1 441 m) et au nord par le défilé de la Souloise par lequel s'écoule la rivière éponyme vers le lac artificiel du Sautet et le Drac. Un autre point d'accès, situé à l'est, passe par le col du Noyer qui est fermé en hiver. Le Dévoluy se trouve à la limite des département de l'Isère et de la Drôme,.

### Topographie
Le Dévoluy se présente comme un cirque très ouvert, bucolique, cerné de montagnes d'aspect très minéral avec leurs crêtes verticales et dénudées, dont la pente va en s'adoucissant en formant souvent d'énormes éboulis. Une vieille légende tente de donner une explication à cette topographie singulière : « Jadis l’Obiou, le Grand Ferrand, le pic de Bure et le Faraud étaient des géants qui se battaient à coups d’énormes blocs de pierre. Pour renouveler leurs munitions, ils puisaient dans la vallée de la Souloise. Ainsi creusèrent-ils une sorte de berceau limité par des blocs tombés, formant vite un véritable mur élevé autour de celui-ci. À ce moment, les quatre géants, qui avaient abusé de leur puissance, furent changés en sommets. Leurs têtes, ensoleillées ou enneigées, dominent et entourent toujours la vallée du Dévoluy ».

Carte topographique du massif du Dévoluy et des environs, avec la vallée éponyme en son centre. Sont indiqués les routes principales, les pics et les cols, les cours d'eau ainsi que l'emplacement des trois villages.

Le plateau est encadré par quatre remparts rocheux formant le massif du Dévoluy. Ces remparts rocheux se caractérisent par des falaises de grande taille sur leurs faces extérieures et des pendages plus ou moins marqués vers l'intérieur.
Les remparts encadrant le plateau du Dévoluy sont :
- à l'ouest une crête continue sans aucun col facilement franchissable et comprenant notamment en allant du sud vers le nord la tête des Ormands (2 141 m), la tête de Garnesier (2 368 m), la tête de Vachères (2 402 m), le rocher Rond (2 453 m), la tête de Vallon Pierra (2 512 m), le Grand Ferrand (2 758 m), la tête de l'Aupet (2 628 m), le Nid (2 517 m) et l'Obiou (2 789 m) (ce dernier se trouve dans le département de l'Isère) ;
- à l'est le rempart rocheux, qui est par ailleurs continu et dont l'altitude est comprise entre 2 300 et 2 600 mètres, comporte une brèche importante, le col du Noyer (1 664 m), qui permet son franchissement par la départementale 17. Ce col sépare au nord la montagne de Faraut aisément reconnaissable à sa longue crête ondulée, d'une série de sommets comprenant notamment le pic Ponsin (2 335 m), la tête de la Madeleine (2 376 m) et le sommet du Raz de Bec (2 385 m) ;
- le rempart sud, qui est franchi par la route se faufilant dans une gorge au niveau du village de La Cluse, est constitué par la montagne d'Aurouze qui forme un vaste plateau à 2 400 mètres d'altitude qui a permis l'installation des antennes de l'observatoire de Bure. Ce plateau est dominé par les sommets de la tête de la Cluse (2 680 m) et le pic de Bure (2 709 m) et est prolongé par une arête rocheuse comprenant le sommet de la Plagne (2 316 m) qui fait la jonction avec le rempart est ;
- le rempart nord qui est franchi par la route se faufilant dans les gorges de la Souloise est le moins élevé avec des sommets ne dépassant pas 2 100 mètres. Son relief le plus remarquable est le Gicon (2 086 m).

Reliefs
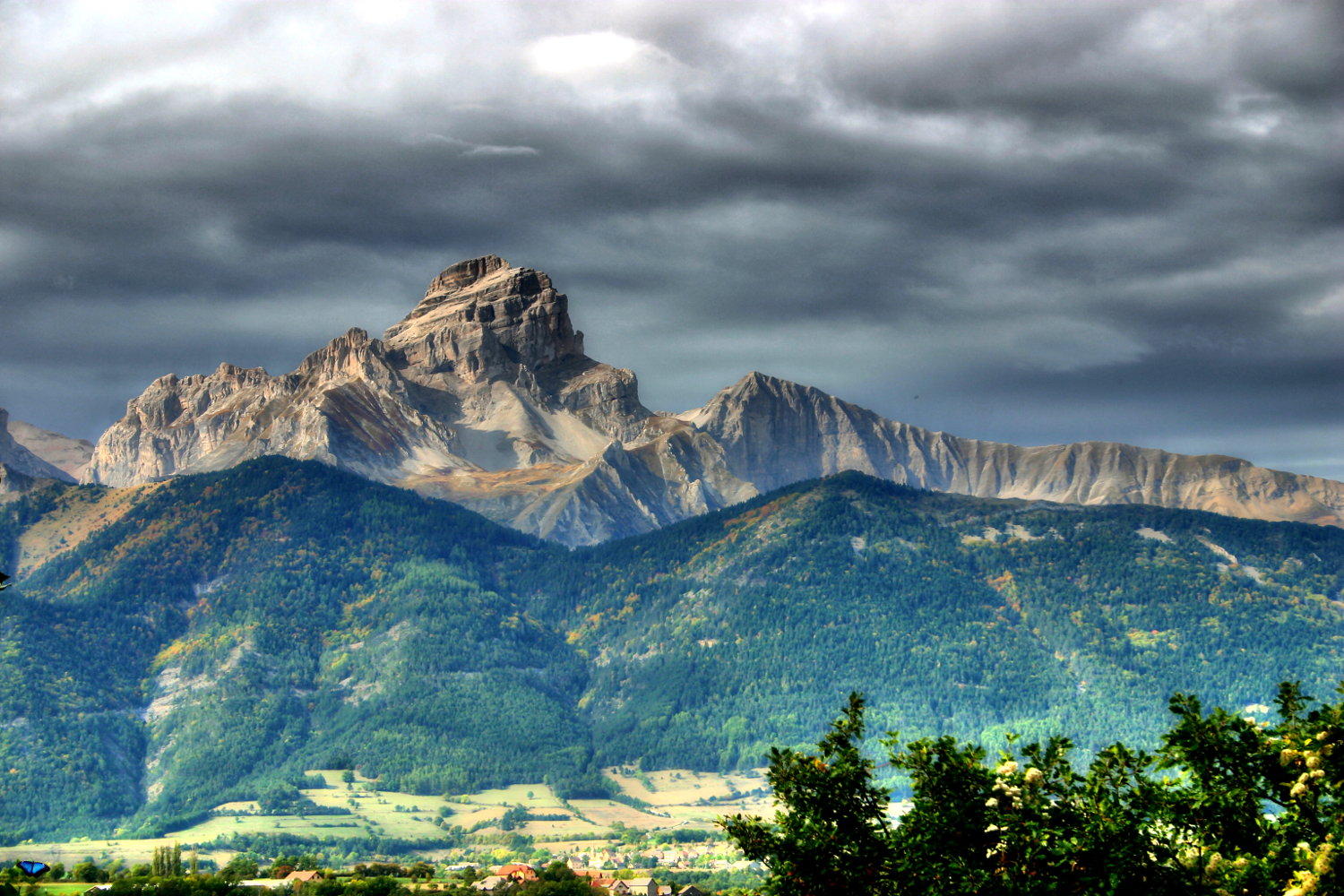
Grande tête de l'Obiou vu depuis la route Napoléon.
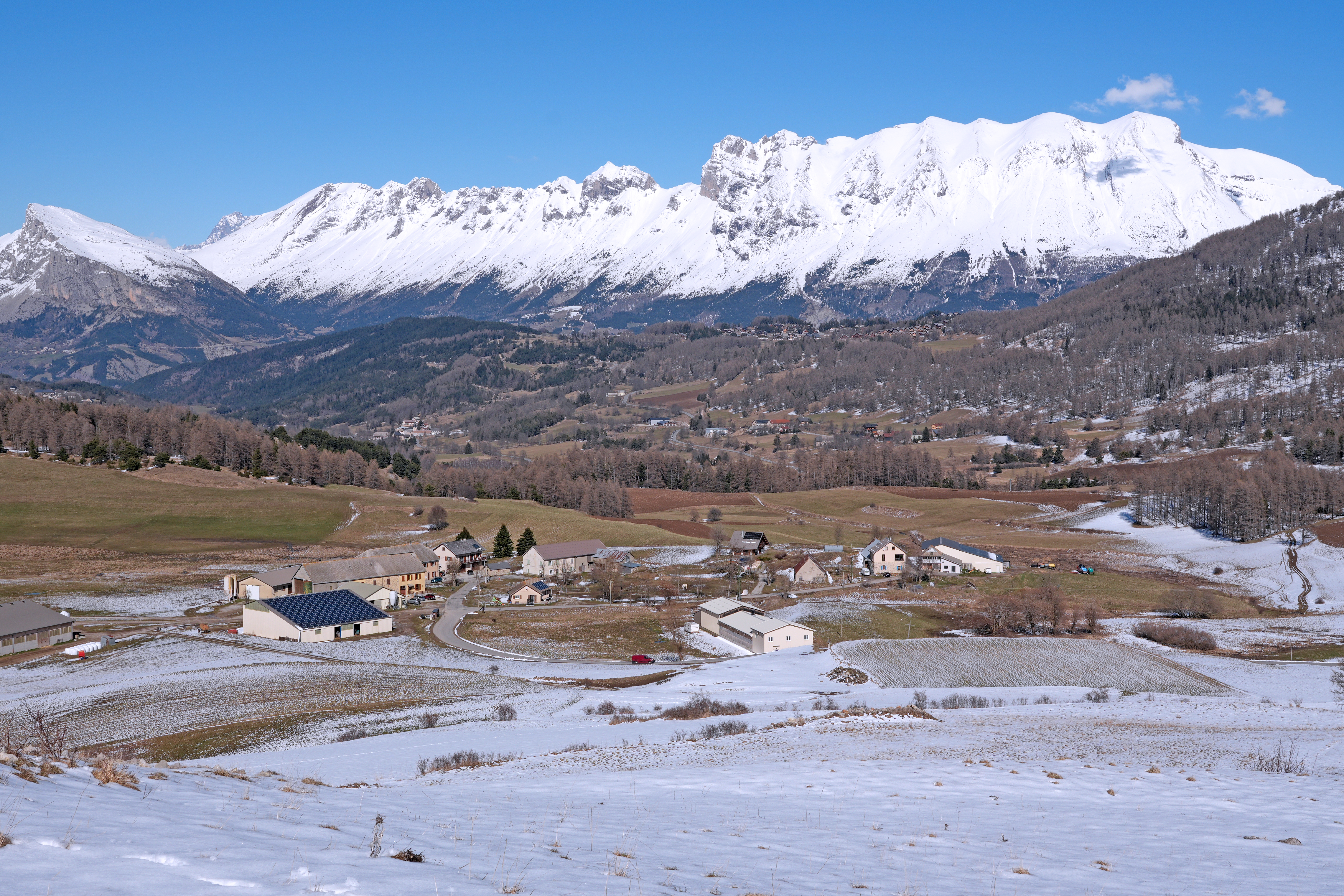
La montagne de Faraud vue depuis le col du Festre.
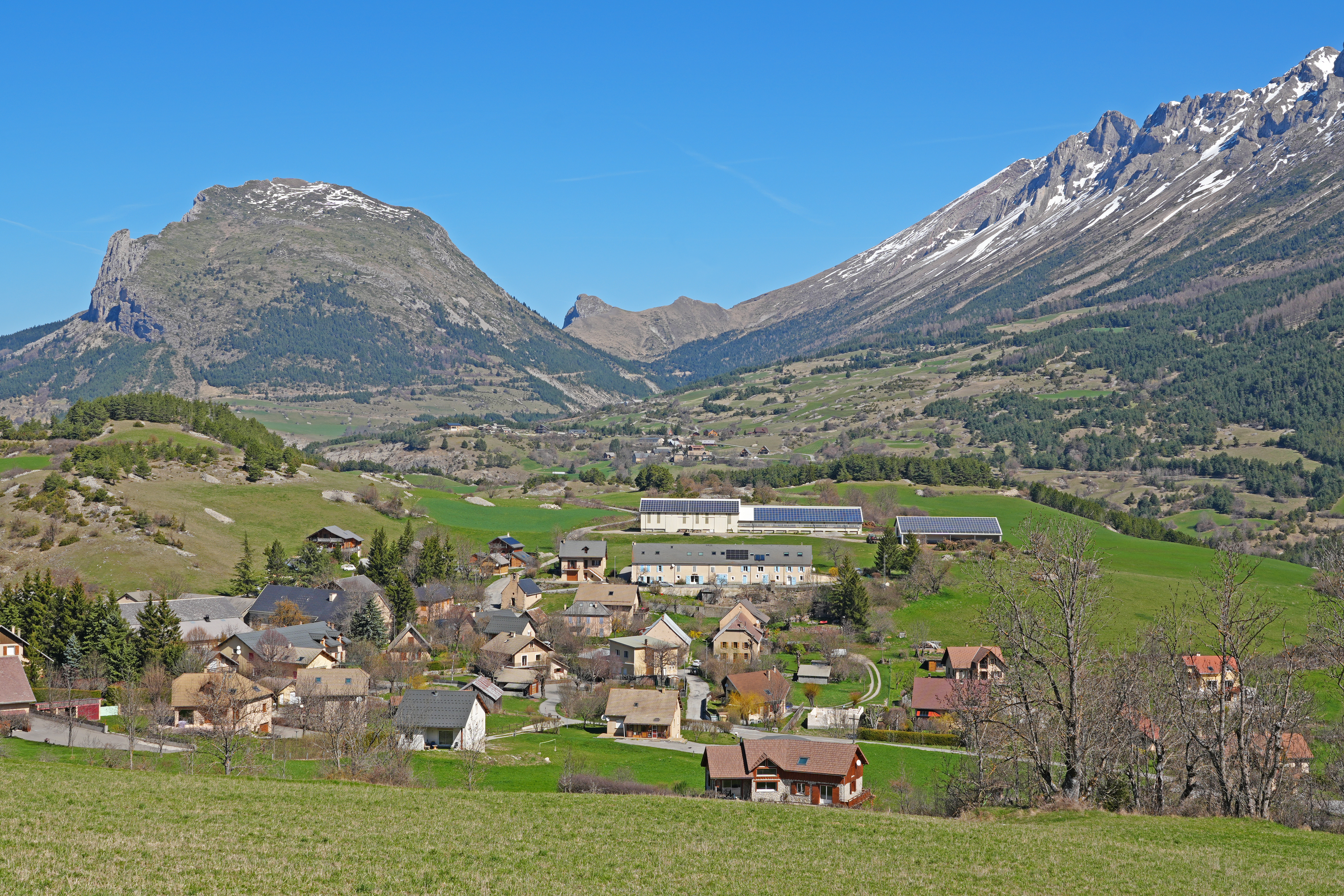
Le Gicon à gauche (rempart nord) et l'extrémité nord de la montagne de Faraud à droite dominent les hameaux de Giers et du Courtil.
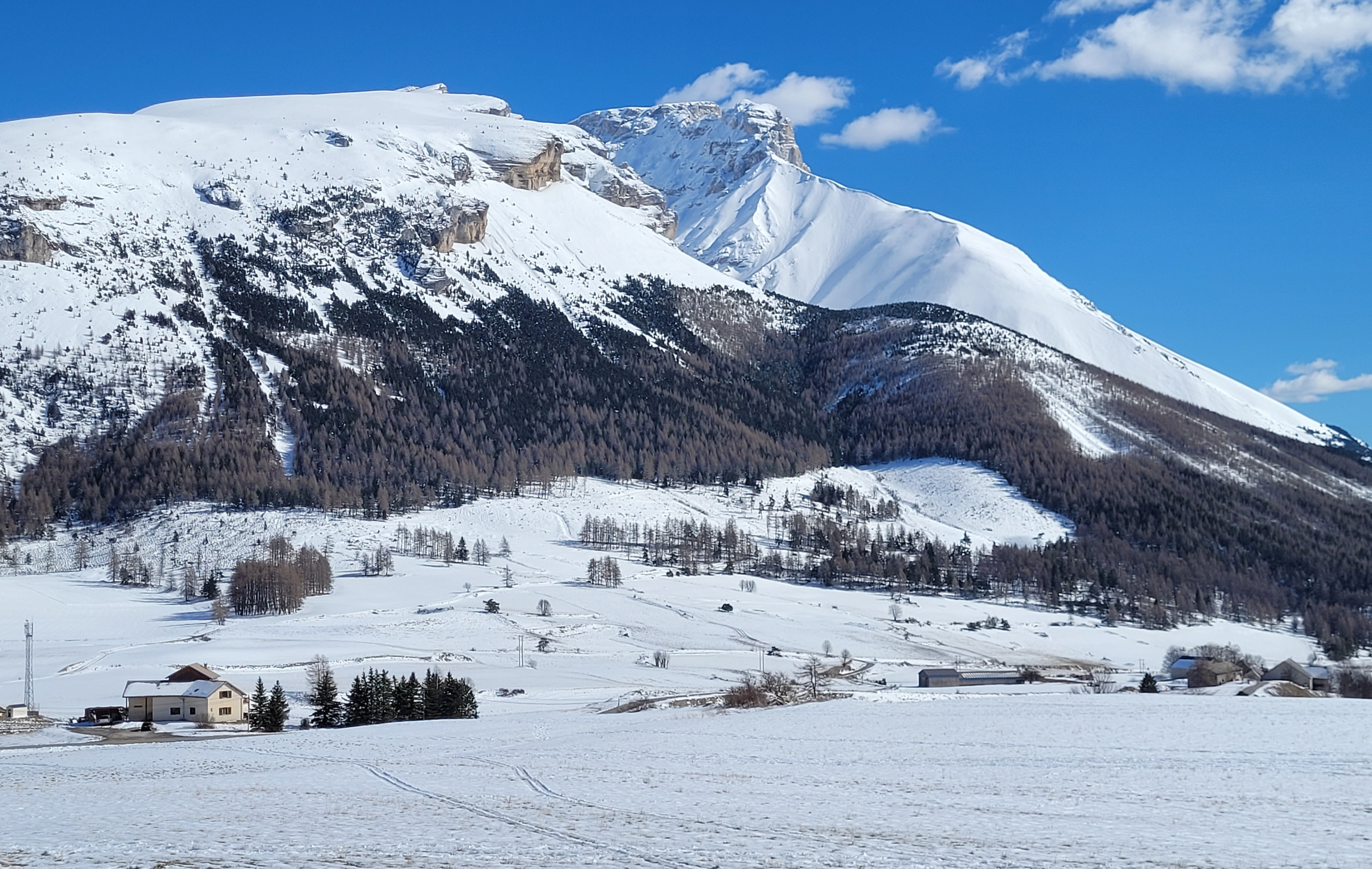
La tête de la Cluse (rempart sud) vue depuis le col du Festre.

### Géologie
La géologie du Dévoluy est très simple et peut être déduite des reliefs visibles. Il s'agit d'un synclinal perché dont les rebords forment les crêtes qui l'entourent. Ce synclinal, qui présente en son milieu un léger bombement (la crête d'Aurouze), est constitué d'une épaisse dalle de calcaire sénonien (strate géologique formée il y a 72 à 86 millions d'années) posée sur d'autres strates du Crétacé. Les combes situées de part et d'autre de la crête d'Aurouze sont en parties remplies par des dépôts datant du tertiaire. L'érosion par les torrents, peu nombreux et peu puissants du fait du caractère perméable du calcaire, a été faible. En revanche, du fait de son altitude élevée, le Dévoluy comportait durant le Quaternaire d'importants glaciers qui s'épenchaient vers l'extérieur en empruntant la gorge de la Souloise et dont des langues descendaient vers La Cluse au sud et franchissaient le col du Noyer.

### Hydrographie

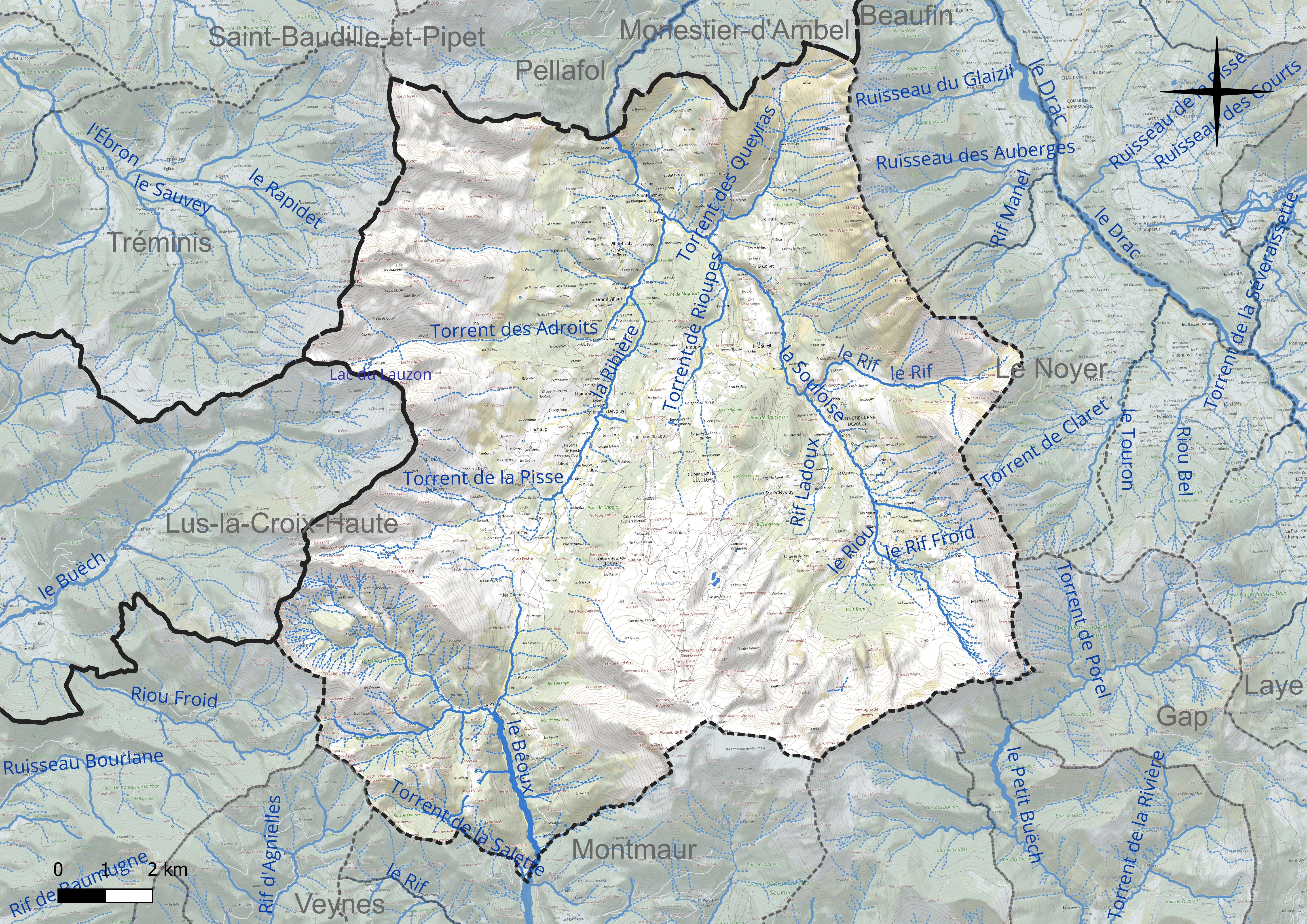
Réseau hydrographique de surface de la commune de Dévoluy.

Le réseau hydrographique en surface du Dévoluy est limité du fait de la nature calcaire du sol. Il se résume à deux torrents : la Souloise qui s'écoule vers le nord à travers des gorges et le torrent de la Béoux qui s'écoule vers le sud via une cluse au niveau du village de La Cluse[pertinence contestée]. En revanche, en raison de la nature du sol, le Dévoluy comporte un vaste réseau hydrographique souterrain qui se manifeste en surface par un grand nombre de gouffres (qui sont appelés dans la région chourums) creusés par l'érosion karstique. 585 gouffres de plus de cinq mètres de profondeur et de dix mètres de développement ont été recensés (2006) dont le plus profond est le chourum des Aiguilles près du col du Festre (-980 mètres). D'autres chourums notables sont la baume des Forcenés, long de 7 kilomètres, le chourum Olympique, peu important en dimensions, mais emprunté par une voie d'ascension vers le sommet du Grand Ferrand. Le plus connu est le puits des Bancs (-328 mètres). Les eaux captées par ce réseau hydrographique souterrain ressortent en partie au nord du massif par la résurgence des Gillardes qui, avec son débit pouvant atteindre 60 m³/seconde à la fonte des neiges, est une des sources ayant le plus gros débit en France.

Cours d'eau
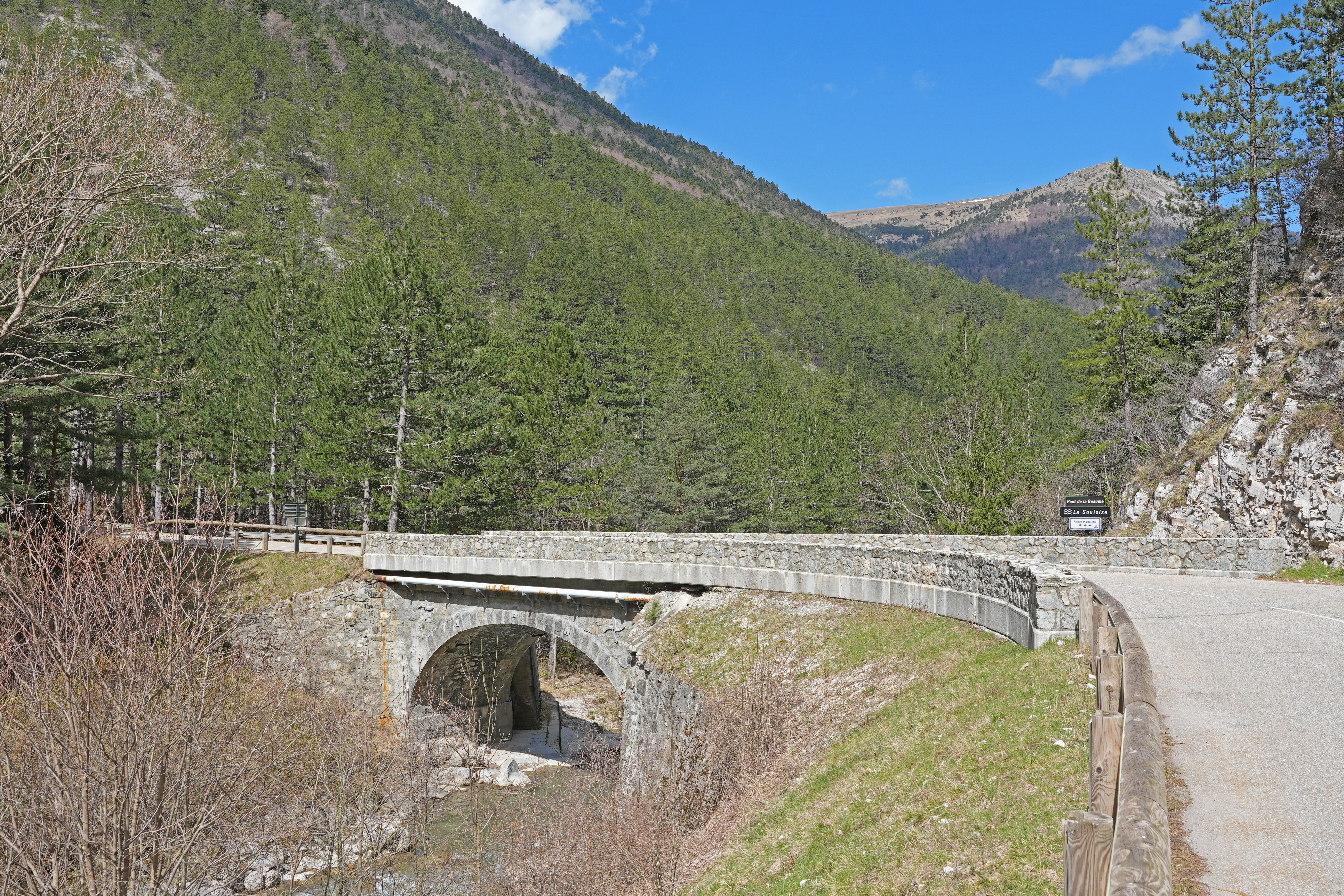
Pont sur la Souloise dans les gorges au nord du Dévoluy.
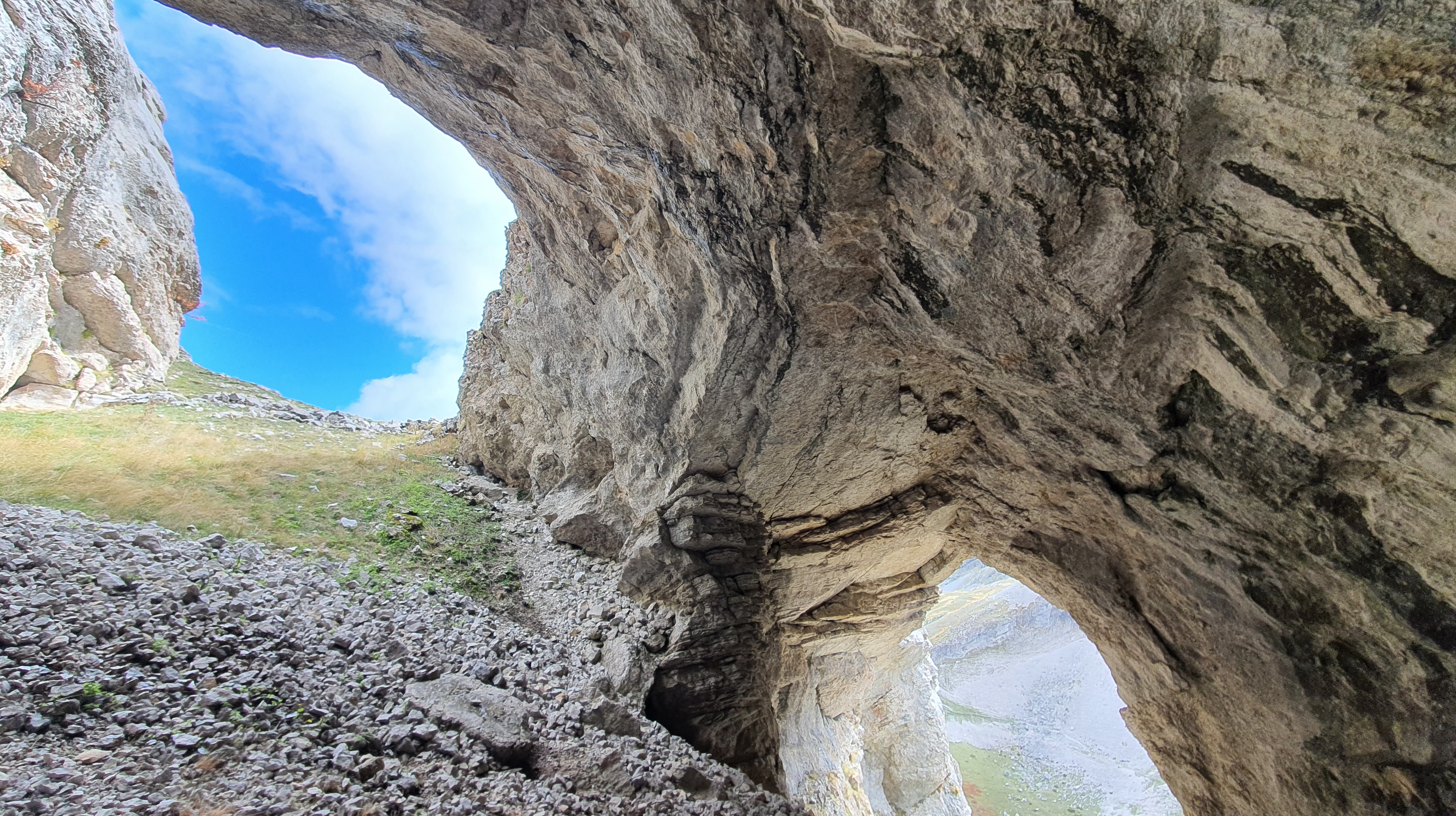
Chourum des Adroits.

### Climat
Le Dévoluy a un climat de haute montagne rattaché à celui des Alpes du Nord du fait de son altitude et de sa communication avec le bassin de l'Isère. Ainsi, à Saint-Étienne-en-Dévoluy, la température moyenne annuelle est inférieure de 1,7 °C à celle de Briançon, dans les Alpes du Sud, pourtant située à la même altitude (5,8 °C contre 7,5 °C durant la décennie 1960). Sur la même période, le nombre de jours de gel était nettement supérieur (158 contre 144) et il n'y avait que 11 jours chauds (température maximum > 25 °C) contre 33 à Briançon. Le Dévoluy est très arrosé (1 189 mm en moyenne par an) mais avec de fortes variations d'une année sur l'autre. Les pluies sont concentrées sur un nombre plutôt restreint de jours (112 en moyenne durant la décennie 1960) avec un maximum en novembre et un creux en juillet. Le nombre moyen de jours de neige était de 43 mais ces chiffres ne sont plus pertinents compte du réchauffement général intervenu depuis cette période. Malgré ces précipitations importantes, la végétation semble plutôt maigre du fait de la perméabilité du sol et d'un ensoleillement important en été.

### Écosystème

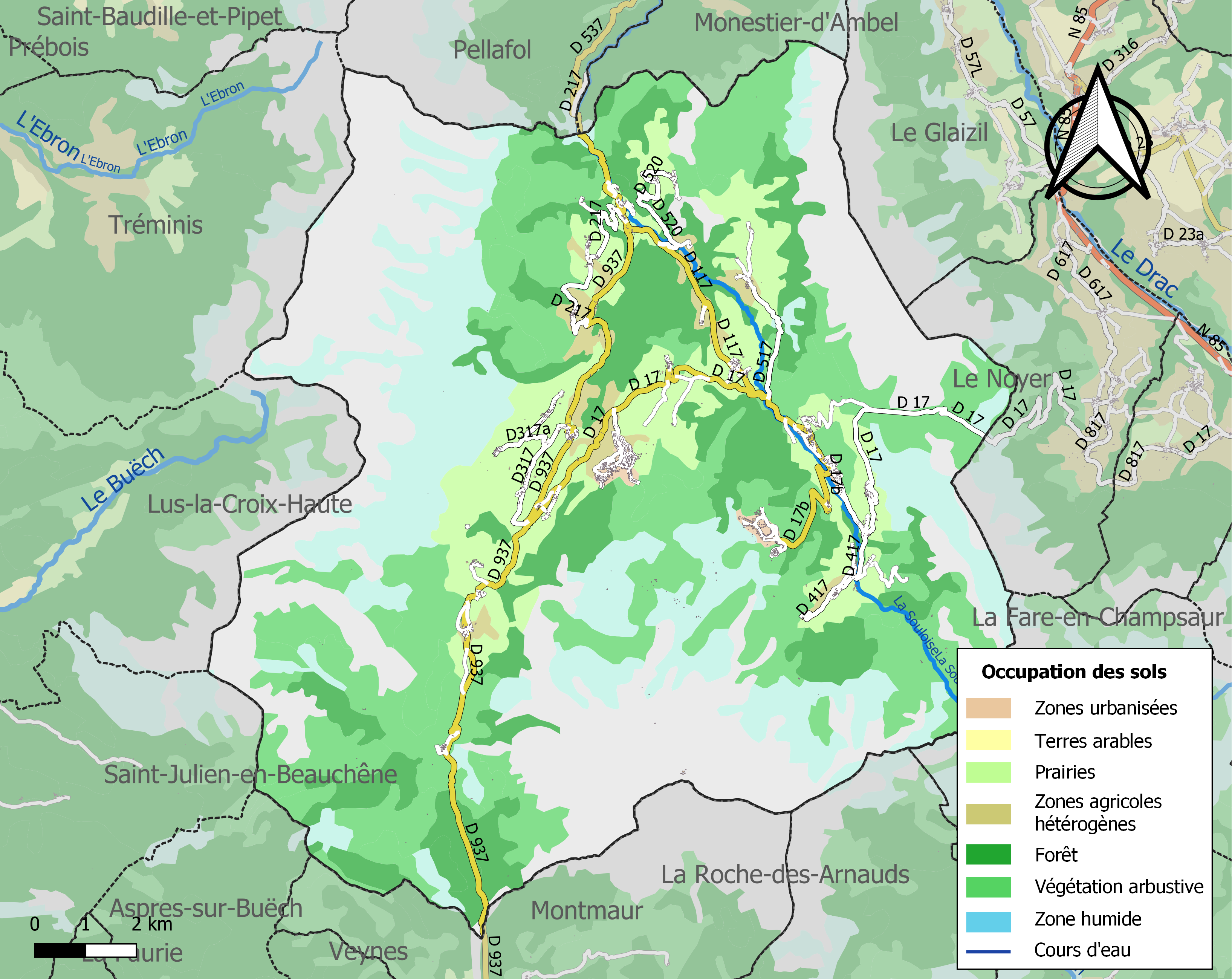
Occupation des sols de la commune de Dévoluy.

#### Forêts
La forêt représentait environ 26 % de la superficie des sols de la commune de Dévoluy en 2003. Les surfaces boisées sont concentrées dans les parties basses du Dévoluy. Les essences forestières dominantes se répartissent dans des proportions quasiment identiques entre le pin sylvestre (27 % de la surface boisée), le mélèze d'Europe (27 %) et le hêtre (27 %). Ces espaces forestiers sont principalement le résultat des opérations de reboisement dont celles menées par l'Office National des Forêts dans le dernier quart de siècle (Faraud, le Preit, l'Aup, les Egayères). La seule surface forestière considérée comme naturelle est le bois Rond situé sur l'ubac de la montagne de Barges où dominent sapins et épicéas. La forêt appartient à hauteur de 67 % à des propriétaires privées contre 22 % à la commune et 11 % aux domaines (forêts publiques). 2 580 hectares de forêt (14 % de la surface totale) sont exploitables. Elle est exploitée avec une intensité moyenne principalement pour produire du bois d’œuvre,.
Entre 1 600 et 2 300 mètres le pin à crochet et la lande à genévrier nain, à raisins d'ours et à myrtilles dominent. On y trouve quelques spécimens de mélèzes. Dans les versants subalpins en pente couverts d'éboulis plus ou moins végétalisées on trouve des pelouses à seslérie et à laîche. Il existe à cet étage des prairies naturelles dans lesquelles se trouvent le plus grand nombre et les plus belles espèces de plantes de montagne. Dans l'étage alpin où dominent les falaises et les pierriers, quelques plantes ont pu trouver des niches écologiques.

#### Faune
Le Dévoluy abrite une faune typique des régions alpines. Les espèces les plus emblématiques sont :
- la marmotte des Alpes, présente dans les pelouses d'altitudes et qui hiberne dans son terrier l'hiver ;
- le lièvre variable, qui vit souvent à plus de 2 000 mètres d'altitude. Plus petit que son congénère des plaines, sa fourrure devient blanche à l'entrée de l'hiver. Il est difficile à observer car c'est un animal nocturne ;
- le mouflon, introduit par l'homme pour la chasse, qui résulte du croisement du mouflon de Corse avec d'autres espèces de mouflons ou de moutons. Il vit en petits groupes dans des zones peu accidentées. On le rencontre en particulier près du col de Rabou ;
- le chamois, qui vit en harde dans des terrains accidentés dans lequel il circule avec agilité. Il est visible tot le matin ou tard le soir sur les pelouses alpines mais en journée il se repose à l'omble des grandes falaises ;
- le lagopède alpin (perdrix blanche), une relique de l'aire glaciaire. Il est présent sur les haut sommets du Dévoluy. En hiver son pelage devient blanc. C'est une espèce menacée ;
- l'apollon, un papillon de montagne de grande taille qui est observé à des altitudes comprises entre 1 000 et 1 800 mètres.

#### Flore
Parmi les espèces et milieux de la flore les plus emblématiques ou les plus spécifiques figurent : 
- le lis martagon, dont la cueillette est réglementée dans les Hautes-Alpes ;
- la botryche lunaire, une petite fougère vivace qui est présente dans les pelouses d'alpages à partir de 1 800 mètres d'altitude ;
- la mégaphorbiaie, une formation végétale qui prospère sur les sols humides ou riches en nutriments (clairières, couloirs d'avalanche) et qui mélange plusieurs espèces : laitues des Alpes, adénostyles et lis martagon. On trouve cette formation végétale notamment près du Bois Rond ;
- plusieurs espèces orchidées : orchis sureau jaune ou violette, nigritelles roses plus rares, sabots de Vénus ;
- l'edelweiss, emblème des Alpes, poussant sur les pelouses alpines et les éboulis entre 1 700 et 3 400 mètres d'altitude ;
- plusieurs espèces de gentiane : gentiane des neiges caractérisée par des fleurs bleues et gentiane jaune à partir de laquelle est élaborée l'apéritif/digestif du même nom.

### Population

#### Découpage administratif
Le territoire du Dévoluy est inclus dans une seule commune baptisée Dévoluy. Celle-ci est le résultat de la fusion le 1er janvier 2013 des quatre communes qui avaient été formées lors de la Révolution française : Agnières-en-Dévoluy, Saint-Étienne-en-Dévoluy, Saint-Disdier et La Cluse. La nouvelle commune fait partie de l'arrondissement de Gap et est membre de la communauté de communes des Deux Buëch, une intercommunalité créée en 2000.

#### Habitat
L'habitat traditionnel est une ferme basse et longue (de 20 à 30 mètres) ne comportant généralement pas d'étage mais surmonté d'une grange. La toiture du côté de la façade qui est tournée vers le nord descend presque jusqu'au sol pour protéger le bâtiment du froid tandis que la façade sud est percée de petites baies et comporte parfois un porche vouté qui permet de prendre l'air à l'abri. L'étable souvent voutée est accolée aux pièces d'habitation. L'accès à la grange se fait par une rampe d'accès (montoir). Dans ce pays où le bois faisait traditionnellement défaut, la maison est construite en pierres sauf éventuellement le haut du pignon de la grange qui est en bois pour permettre l'aération. Un crépi recouvre généralement les murs. La toiture, qui est à deux versants, est très inclinée pour éviter l'accumulation de neige. Pour que les coups de vent n'enlèvent pas la toiture celle-ci est encadrée par des pignons à redents en pierre qui la surplombe. La couverture, qui était était traditionnellement en chaume, a été remplacée à quelques exceptions près par des ardoises, des tuiles en écaille ou souvent de la tôle ondulée.

## Histoire

### De la Préhistoire à l'Antiquité
Des traces de passage d'hommes du Néolithique (3000 à 2500 ans av. J.-C.) ont été récemment trouvées en divers lieux. Mais les premiers indices d'habitat permanent en Dévoluy ne remontent pas en deçà du VIIIe siècle de notre ère.

### Du Moyen Âge à l'époque moderne

#### Moyen Âge

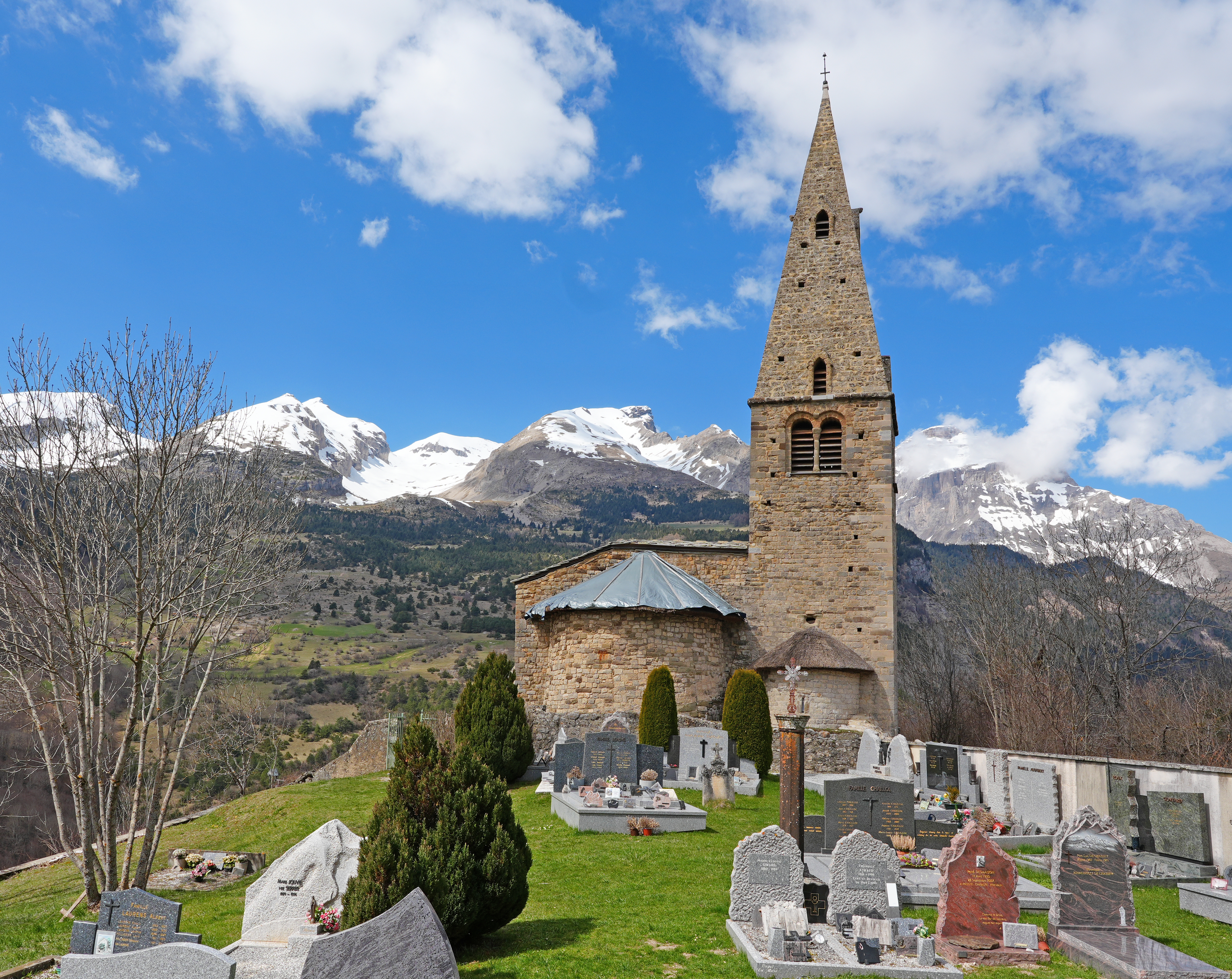
Mère Église (XIe siècle) avec en arrière-plan une partie du rempart ouest qui encadre le Dévoluy avec notamment le sommet de l'Obiou (2789 m).

Après la mort de Charlemagne (814) le Dévoluy, comme le Champsaur voisin, passe de main en main : Francie médiane, Bourgogne, Provence. Au XIe siècle, le comte de Forcalquier, vassal du dauphin de Viennois, dispute au comte de Provence l'autorité sur la région, avant de réaliser par mariage l'alliance des deux familles.
Mais le lointain souverain, bourguignon ou provençal, importe moins que le suzerain local. Autour de l'an Mil, ce sont les comtes de Die qui possèdent l'essentiel des terres du Dévoluy. En 1176, Hugues d'Aix épouse la dernière fille du comte de Die et transmet la seigneurie à son fils Guillaume Artaud d'Aix. Au XVe siècle, le domaine est partagé entre Raymond de Montauban et sa sœur Marguerite, épouse de Sochon Flotte. Chacune de ces lignées divise encore ses propriétés, dont une partie échoit en 1610 au duc de Lesdiguières.

#### Guerres de religion
La Réforme protestante touche peu le Dévoluy, ou du moins n'y suscite pas de violences comme c'est le cas dans toute la région. Seuls quelques adeptes de la « Religion Prétendue Réformée » sont signalés à La Cluse et à Agnières, liés à l'église de Corps, cependant que l'évêque de Gap se plaint de l'état d'abandon et de délabrement dont ses églises sont l'objet, et que les religieux de Durbon et les moniales de Bertaud peinent à percevoir les redevances qui leur sont dues pour leurs propriétés en Dévoluy.

#### Révolution française
La Révolution de 1789 ne touche pas plus les habitants du Dévoluy : pauvres ils étaient, pauvres ils restèrent, soumis à la « grande peur » de l'été 1789, gardant en secret leur curé, et laissant les nouvelles autorités débaptiser leurs villages de leurs noms cléricaux : Didier-la-Baume et Étienne-le-Canton n'ont qu'une vie très brève. Jean-François de Pina de Saint-Didier, descendant des Artaud de Montauban, troisième marquis de Saint-Disdier, Agnières et autres lieux, devient maire de Grenoble à l'issue de la Révolution.

#### Construction du réseau routier (seconde moitié duXIXesiècle)

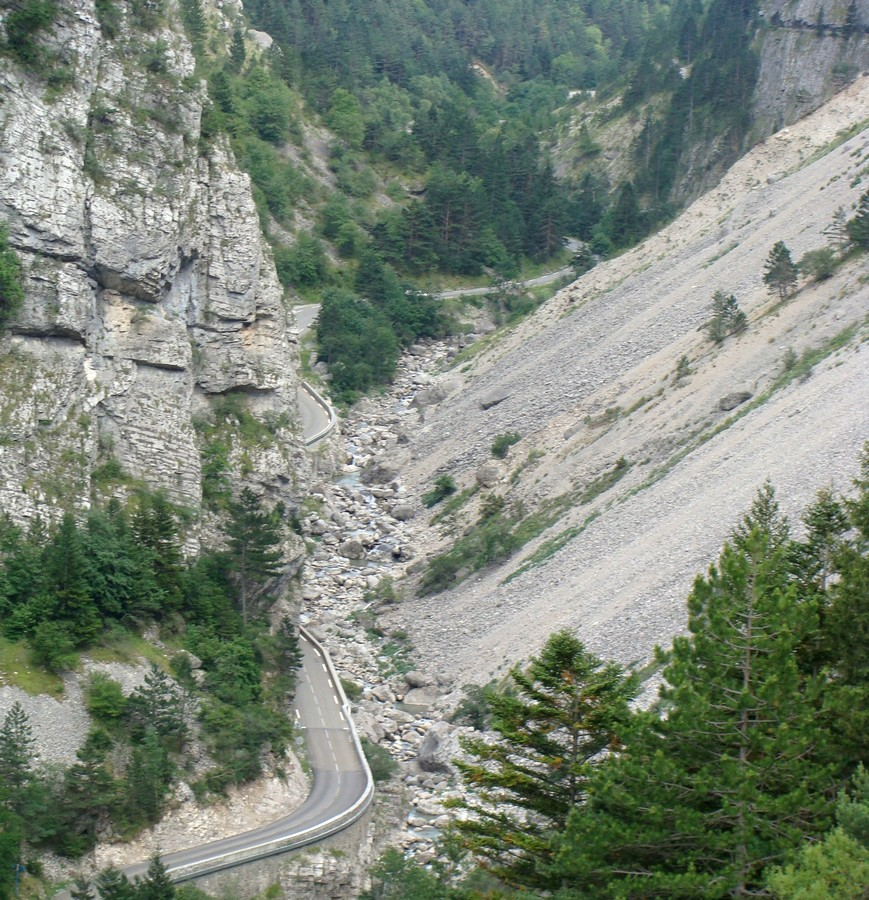
La route permettant de quitter le Dévoluy par le nord se faufile dans le défilé de la Souloise.

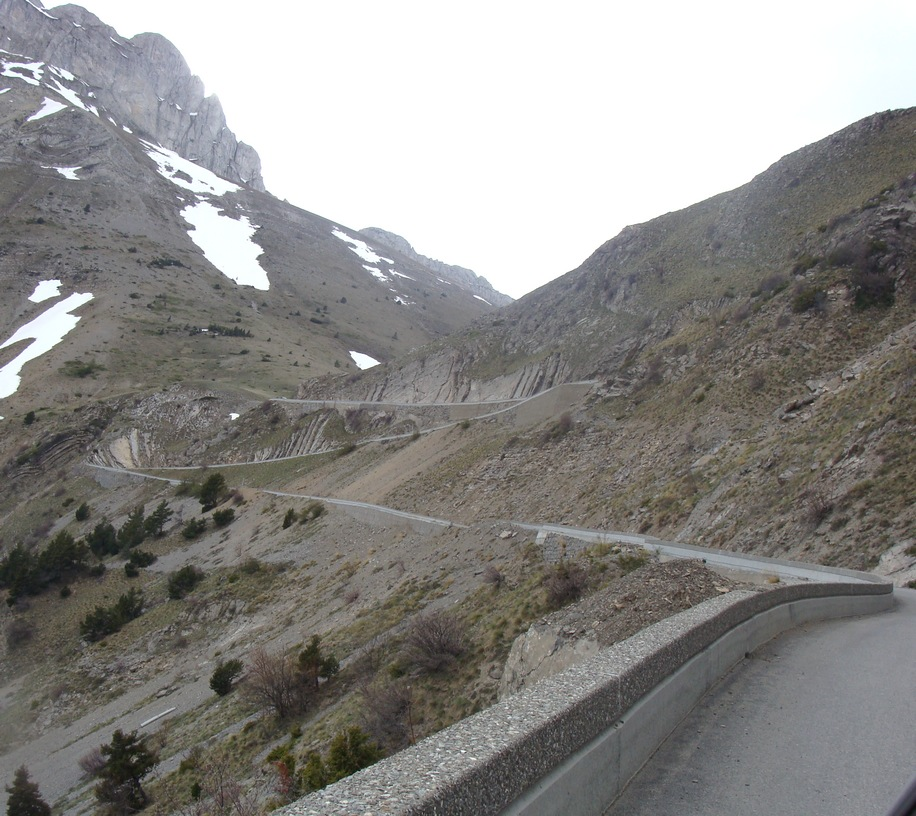
Lacets de la route descendant du col du Noyer côté Champsaur.

Jusqu'au milieu du XIXe siècle le Dévoluy est difficile d'accès. Les routes sont étroites et dangereuses en hiver et en période de crue. La loi du 28 juillet 1824 contribue à améliorer la situation en définissant un partage clair des compétences en ce qui concerne la réalisation et l'entretien du réseau routier national : l’État a la charge des routes nationales et départementales tandis que les communes prennent en charge les voies vicinales. La construction de la route passant par le col du Noyer, achevée en 1858, marque le début du désenclavement du Dévoluy. Les routes sont par la suite élargies, leur tracé est parfois modifié et leur entretien est assuré. Mais c'est surtout l'achèvement en 1867 de l'axe routier, qui permet de communiquer avec les communes situées au nord (Corps) et au sud (Montmaur) du Dévoluy en traversant de part en part le pays via Saint-Disdier et Agnières-en-Dévoluy, qui facilite les communications avec l'extérieur. La route, qui relie deux des villages du Dévoluy (Saint-Disdier et Saint-Étienne-en-Dévoluy) et nécessite la réalisation des ponts de Giers, du Blanchet et du Milieu et le percement du tunnel des Étroits, est achevée dans les années 1870. Des travaux sont encore réalisés dans les années 1960 à l'entrée sud du pays avec la réalisation d'un pont et des deux tunnels du Potrachon.

#### Déclin démographique
Malgré des conditions de vie plutôt difficiles et la pauvreté des ressources naturelles, le Dévoluy compte près de 2 000 habitants jusqu'au milieu du XIXe siècle. Il est alors de tradition que les jeunes aillent chercher du travail dans les communes voisines de manière saisonnière mais parfois cette migration devient définitive. Les plus aventureux traversent même l'océan Atlantique pour s'installer en Amérique. Mais à compter de 1846 le mouvement migratoire s'accentue et la population commence à diminuer malgré un taux de natalité qui reste très élevé (32,4 pour mille en 1906). La Première Guerre mondiale saigne à blanc la population masculine : 107 jeunes gens ne reviennent pas des tranchées. Le déclin de la population entre les deux guerres s'accélère — de 1 900 habitants en 1906 on passe à 1 255 habitants en 1936 — et se poursuit jusque vers 1962 (843 habitants) où elle atteint son point le plus bas.

### Époque contemporaine

#### Création des stations de ski de SuperDévoluy et de la Joue du Loup

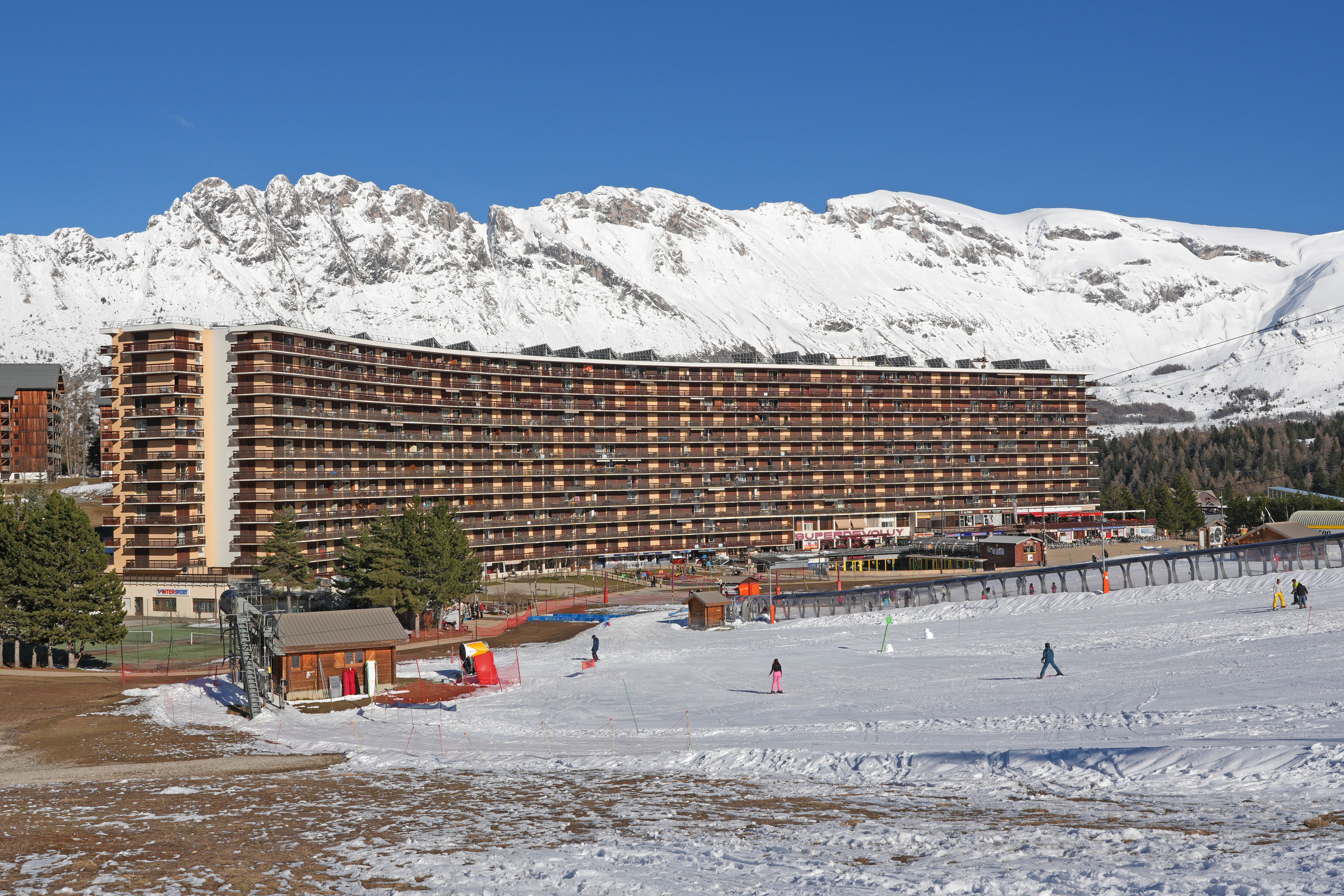
Le premier immeuble reflétant le parti pris architectural (station intégrée) choisi à la conception de la station de SuperDévoluy.

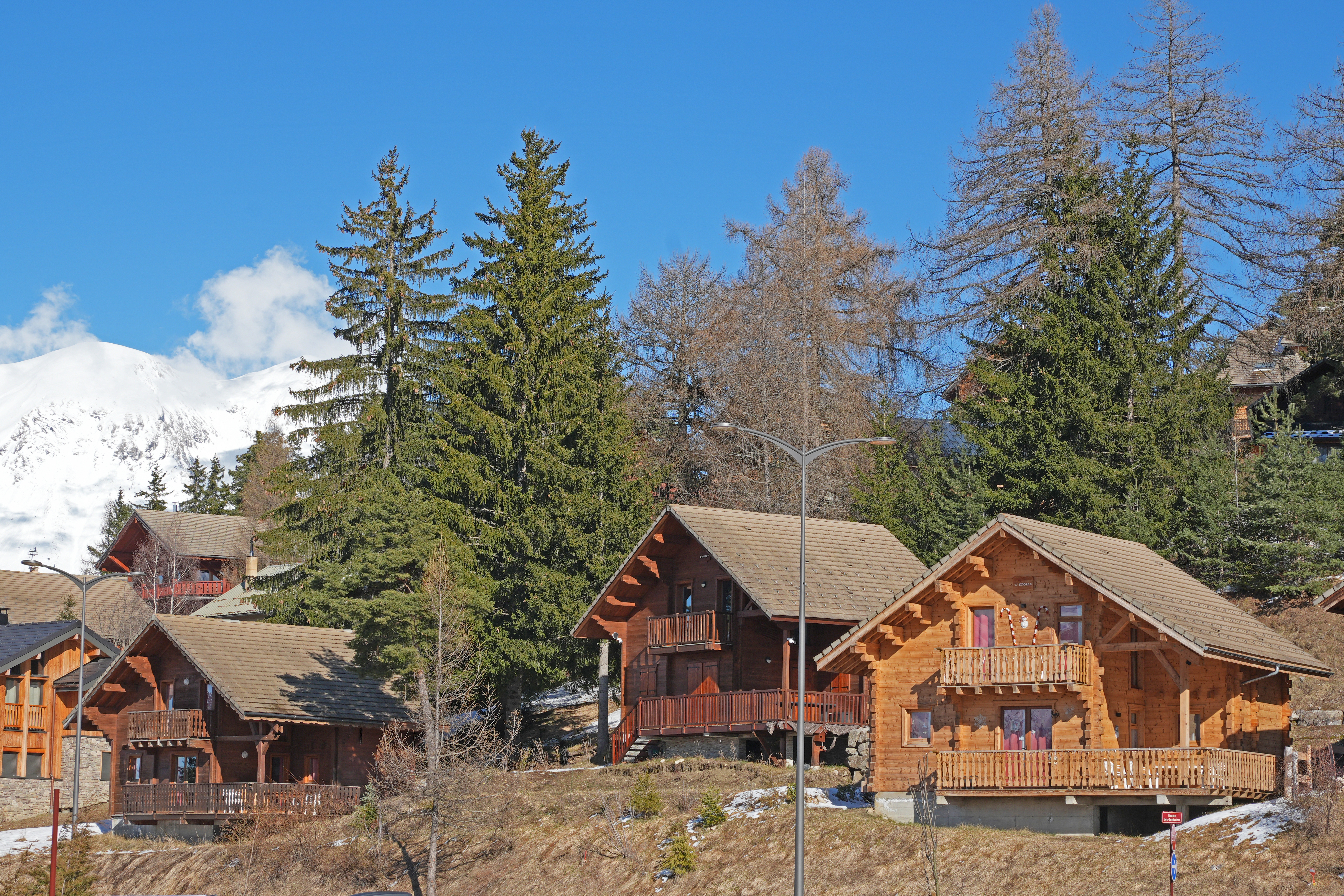
La station de la Joue du Loup créée plus tard reflète une autre conception plus proche de la station village avec de petits immeubles chalets habillés de bois.

En 1964, Jean Grandmont, qui vient d'être élu maire de la commune de Saint-Étienne-en-Dévoluy, souhaite développer le tourisme pour compenser le déclin des activités agricoles et freiner l'exode rural. Il décide, avec l'appui du conseil municipal, de créer une station de sport d'hiver sur le territoire de sa commune. Cette initiative veut exploiter le plan neige. lancé par le gouvernement cette année-là pour favoriser la création de stations de sport d'hiver dans des régions de montagne pauvres et frappées par l'exode rural tout en créant une nouvelle filière économique source de devises. Contrairement aux stations-villages qui prédominent à l'époque dans les Alpes (stations de première génération) et qui sont délaissées par les skieurs car de trop petite taille, les nouvelles stations doivent être situées en haute altitude, être fonctionnelles et reposer sur un urbanisme vertical. Le promoteur aménageur, qui est le maître d'œuvre unique de ces réalisations, joue un rôle clé,. Les plans initiaux de Grandmont sont très ambitieux : ils prévoient la construction de plusieurs complexes de piste : le complexe de la Culatte avec onze remontées mécaniques et 6 000 lits, le complexe de l'Enclus avec huit remontées mécaniques et 2 000 lits et le complexe d'Agnières comportant trois remontées mécaniques. La construction de la station, qui est baptisée SuperDévoluy, est confiée à la société des Grands travaux de Marseille (GTM) qui bénéficie en retour d'une concession d'exploitation des remontées mécaniques d'une durée de trente ans. GTM, pragmatique, revoit largement la capacité prévue à la baisse. Des travaux importants, en partie financés par GTM et le département, sont réalisés pour mettre en place un réseau d'adduction d'eau, traiter les eaux usées, tirer des lignes électriques et améliorer le réseau routier. La station est ouverte à Noël 1966 avec quatre remontées mécaniques et une capacité d'accueil de 1 000 lits. Les concepteurs du projet visent une clientèle populaire. L'architecte Henry Bernard a conçu une station intégrée (station dite de troisième génération) permettant aux skieurs d'accéder directement aux pistes depuis leur logement. La station ne comprend que deux immeubles (résidences du Bois d’Aurouze et des Issarts) longs de 200 mètres et comportant jusqu'à quatorze étages dans lesquels sont concentrés à la fois les logements et au rez-de-chaussée les services et les commerces. Pour attirer une clientèle aux moyens modestes, les promoteurs commercialisent environ un tiers des logements en multipropriété (une première en France) : chaque acheteur fait l’acquisition non pas d’un logement, mais de parts d’une société lui conférant un droit de jouissance périodique du bien.
La station de SuperDévoluy, lorsqu'elle est complètement achevée en 1977, dispose d'une capacité de 6 500 lits. Entre-temps la commune d'Agnières-en-Dévoluy, voisine de celle de Saint-Étienne-en-Dévoluy, estimant qu'elle ne bénéficie pas des retombées économiques espérées, décide en 1969 de développer sa propre station de ski. Le stade de neige de la Joue du Loup est inauguré en décembre 1976 avec trois remontées mécaniques mais, à la suite de la faillite du promoteur retenu, la première résidence n'est achevée qu'en 1979. Le style architectural de la nouvelle station, baptisée la Joue du Loup, diffère radicalement de celui de SuperDévoluy. Il repose sur des immeubles bas (trois à quatre étages) qui s'inscrivent dans un environnement boisé. Ces caractéristiques sont plus proches du modèle des stations-villages de quatrième génération. En 1989, la Joue du Loue dispose de 2 500 lits mais son développement, inachevé par rapport à ce qui était prévu initialement, est bloqué par un contentieux entre le promoteur et la commune. Finalement un accord est trouvé en 2002 et les constructions de nouvelles résidences reprennent. Les deux stations de ski du Dévoluy sont à compter de 1984 gérées par la même société et les domaines skiables sont interconnectés peu après. À partir de 1990 une série d'opérations immobilières font passer la capacité de la station de SuperDévoluy à 12 000 lits. La construction dispersée d'immeubles-chalets remet en cause le choix architectural initial et entraîne une concurrence interne entre résidences. Plusieurs facteurs contribuent à diminuer l'attractivité de la station dans les années 2000. Ce sont notamment le vieillissement des résidences accentué par les capacités financières plus réduites des (co)propriétaires et un enneigement en diminution comme dans toutes les stations de ski de moyenne altitude qui ne peut être que partiellement combattu par l'installation de canons à neige.

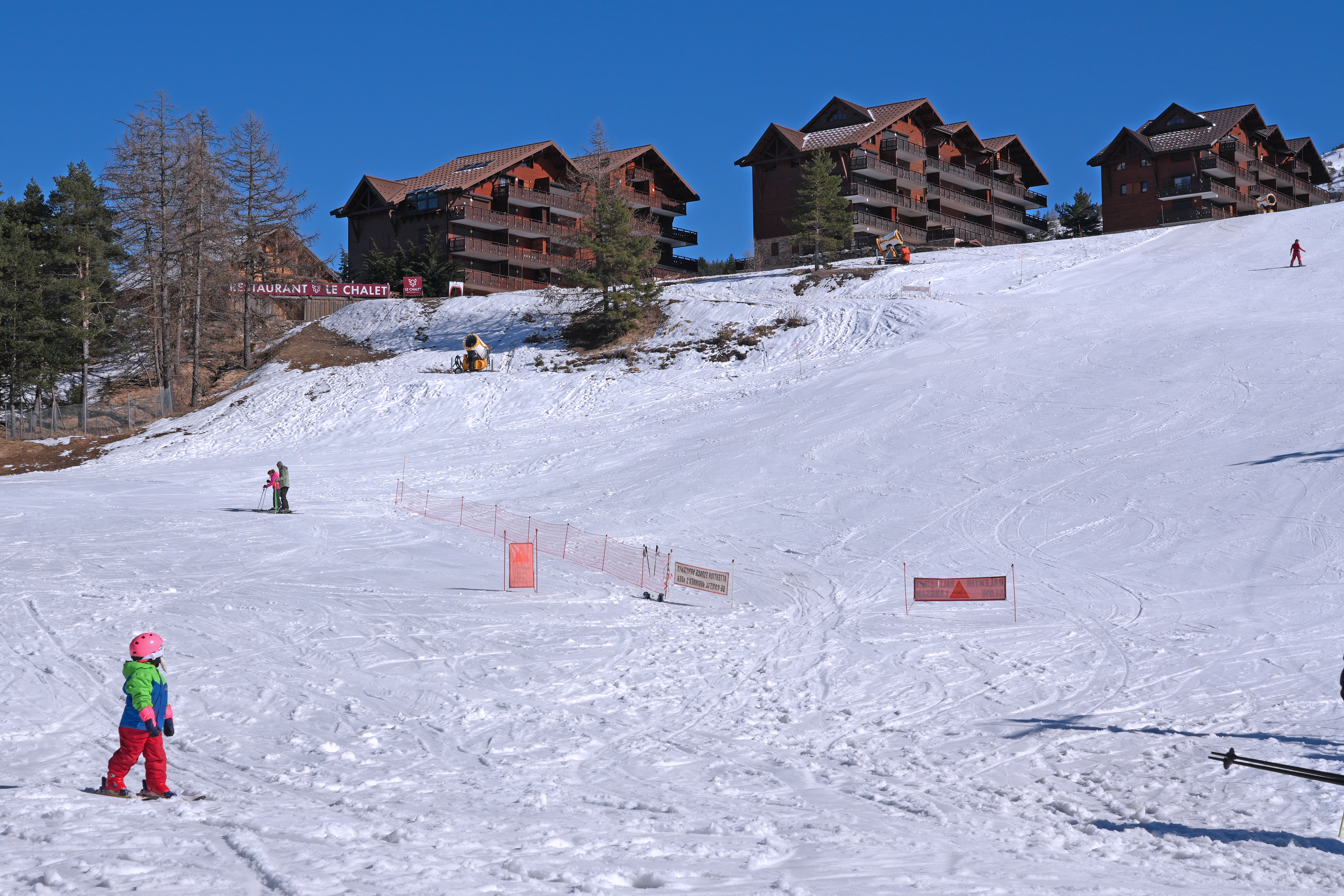
Piste de ski et immeubles à la Station de la Joue du Loup.
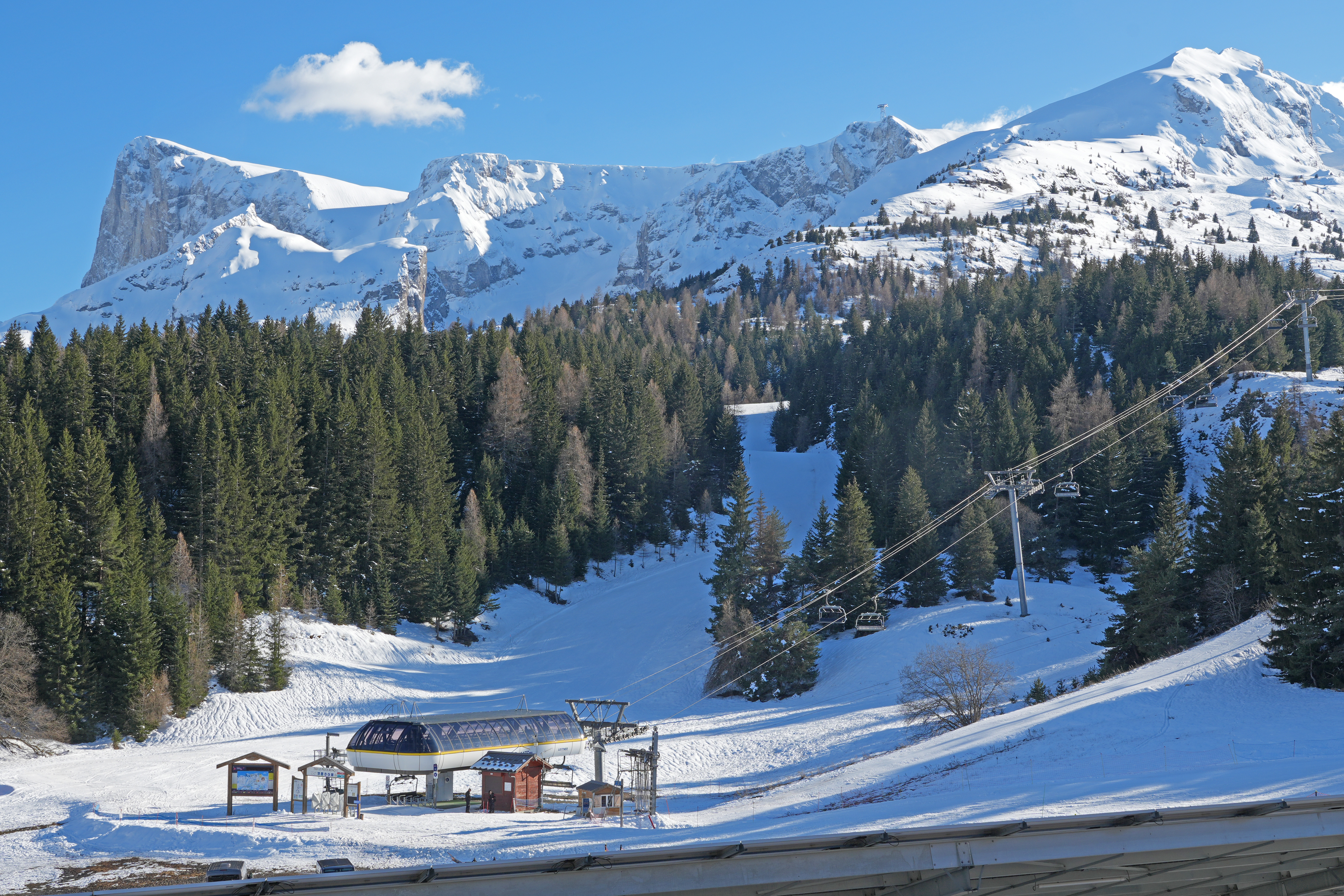
Piste de ski avec en arrière plan le pic de Bure.
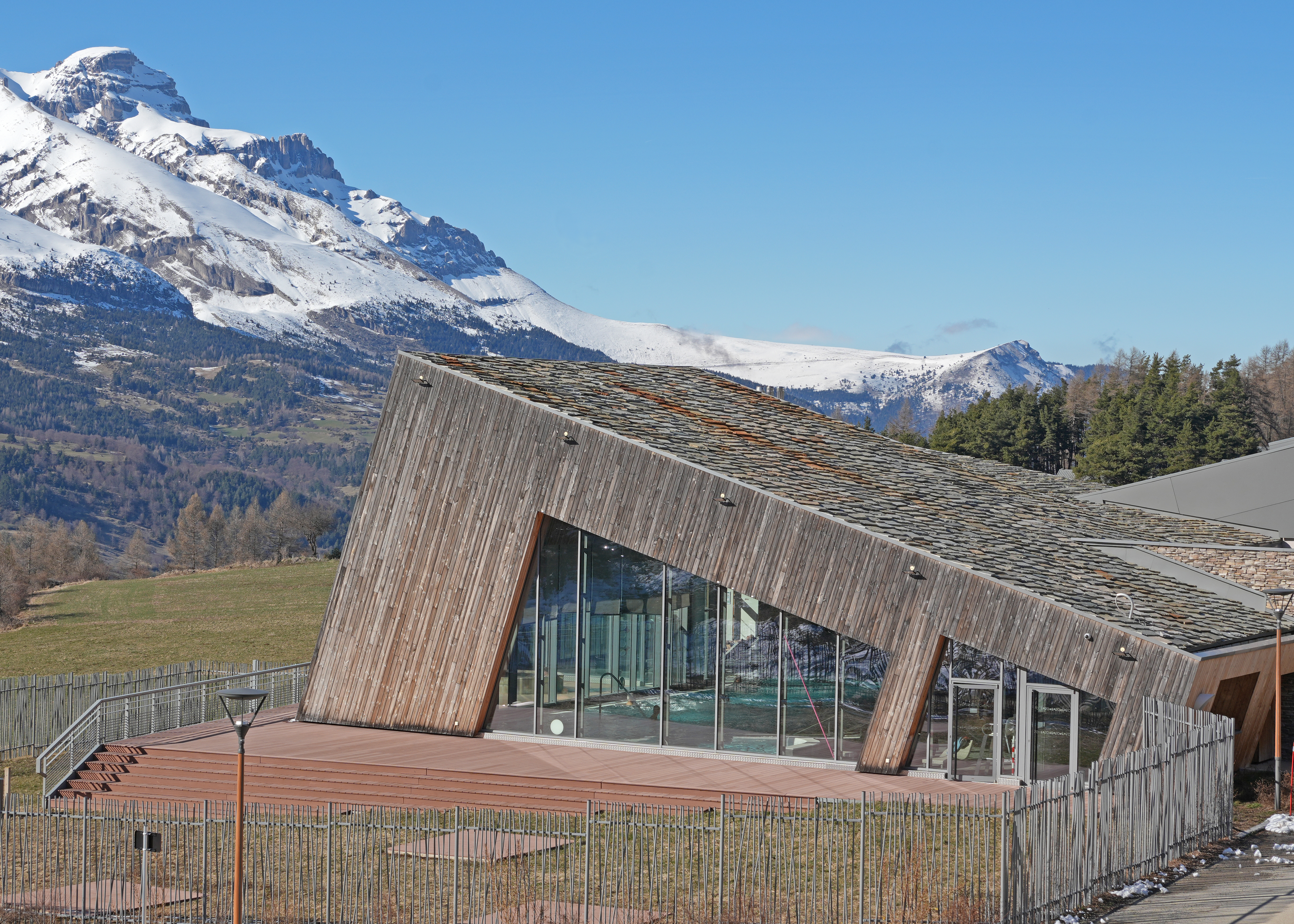
Station de la Joue du Loup.

#### Observatoire interférométrique du plateau de Bure

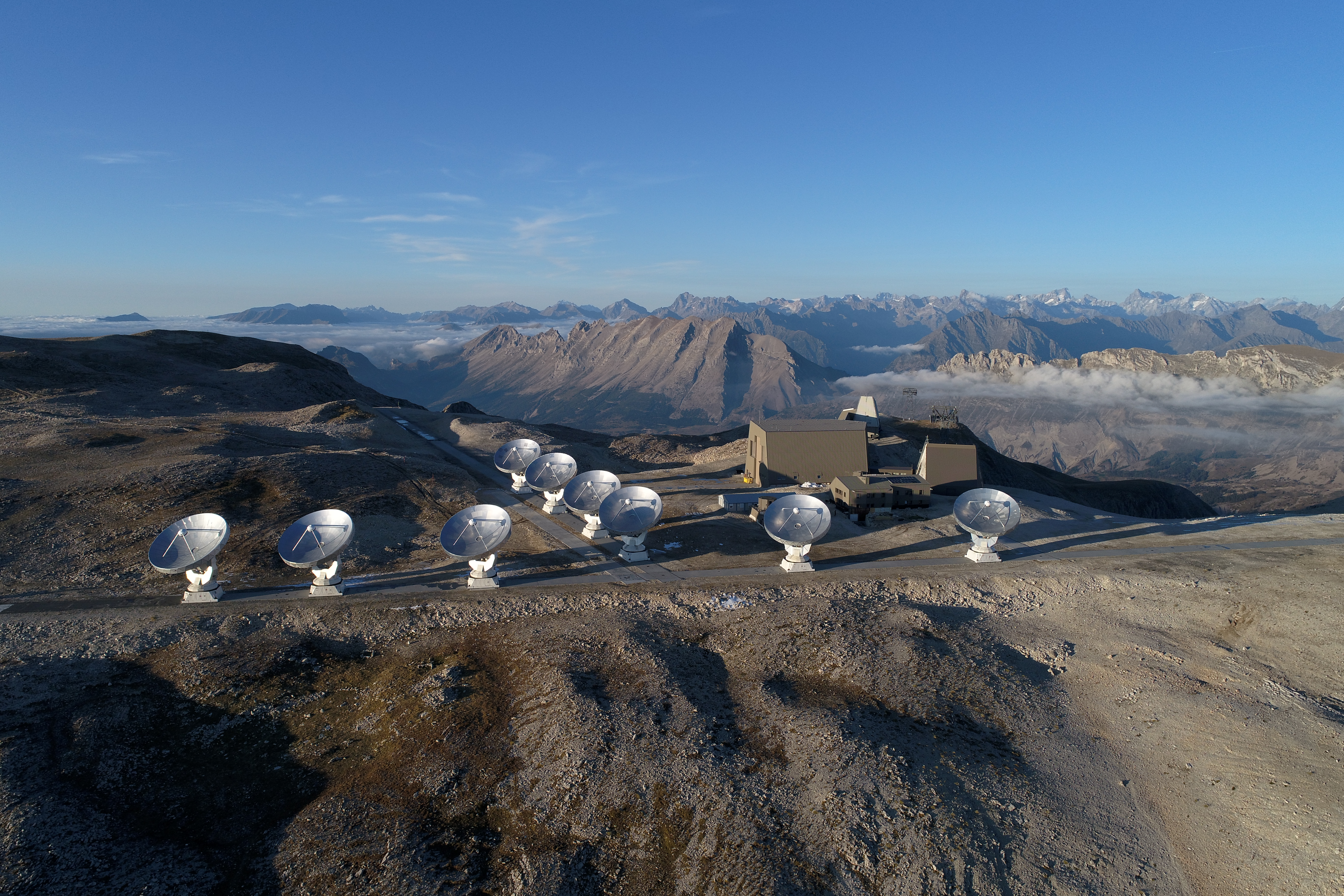
Vue d'ensemble de l'observatoire NOEMA et du plateau de Bure.

L'Institut de radioastronomie millimétrique (IRAM) est fondé en 1979 par le Centre national de la recherche scientifique (CNRS) en France et la Max-Planck-Gesellschaft (MPG) en Allemagne dans le but de construire des instruments consacrés à la radioastronomie millimétrique. L'IRAM s'installe à Grenoble et lance la construction d'un observatoire astronomique sur un site en altitude (2 550 mètres) situé sur le plateau de Bure dans le massif du Dévoluy à une centaine de kilomètres à vol d'oiseau au sud de Grenoble. Le site a été retenu car par son altitude et sa situation il présente des caractéristiques particulièrement favorables pour l'observation et il permet le déploiement d'antennes sur une grande superficie : il est constitué d'un plateau pratiquement plat et long d'environ 1,5 km pour une largeur de quelques centaines de mètres. Grâce à l'altitude de l'observatoire, la couche atmosphérique supérieure contient souvent moins de 2 millimètres de vapeur d'eau ce qui facilite les observations. Toutefois les conditions atmosphériques sont sévères en hiver avec des températures pouvant descendre à −30 °C, de fortes chutes de neige. Le plateau de Bure est cerné de tous côtés par des à-pics et des pentes très fortes ; aussi aucune route ne dessert l'observatoire qui n'est accessible que par des chemins de montagne (dénivelé supérieur à 1 000 mètres à compter de l'extrémité des routes carrossables) ou par un téléphérique construit à cet effet qui part de la station de ski de SuperDévoluy,. L'Interféromètre du plateau de Bure est inauguré en 1989 et compte initialement trois antennes de 15 mètres de diamètre. Au cours des années 1990, s'ajoutent les antennes 4 et 5, puis, en 2000, l'antenne numéro 6.
En 1999, la cabine du téléphérique, dont le frein de chariot avait été démonté sans l'accord du constructeur, se décroche faisant 20 morts dont cinq membres de l'observatoire (Catastrophe du téléphérique de Saint-Étienne-en-Dévoluy). Un nouveau téléphérique est mis en service en 2015 mais il est lui-même victime d'un déraillement hors-exploitation fin 2016. Il n'est autorisé à transporter du personnel qu'à compter de 2024.
En 2011, l'IRAM décide d'accroître fortement les capacités de l'observatoire, qui été rebaptisé Northern extended millimeter array (NOEMA) en allongeant les pistes sur lesquelles circulent les antennes dont la longueur est portée à 1,7 kilomètres et en ajoutant six nouvelles antennes. Les travaux s'achèvent en 2022.

Observatoire du plateau de Bure
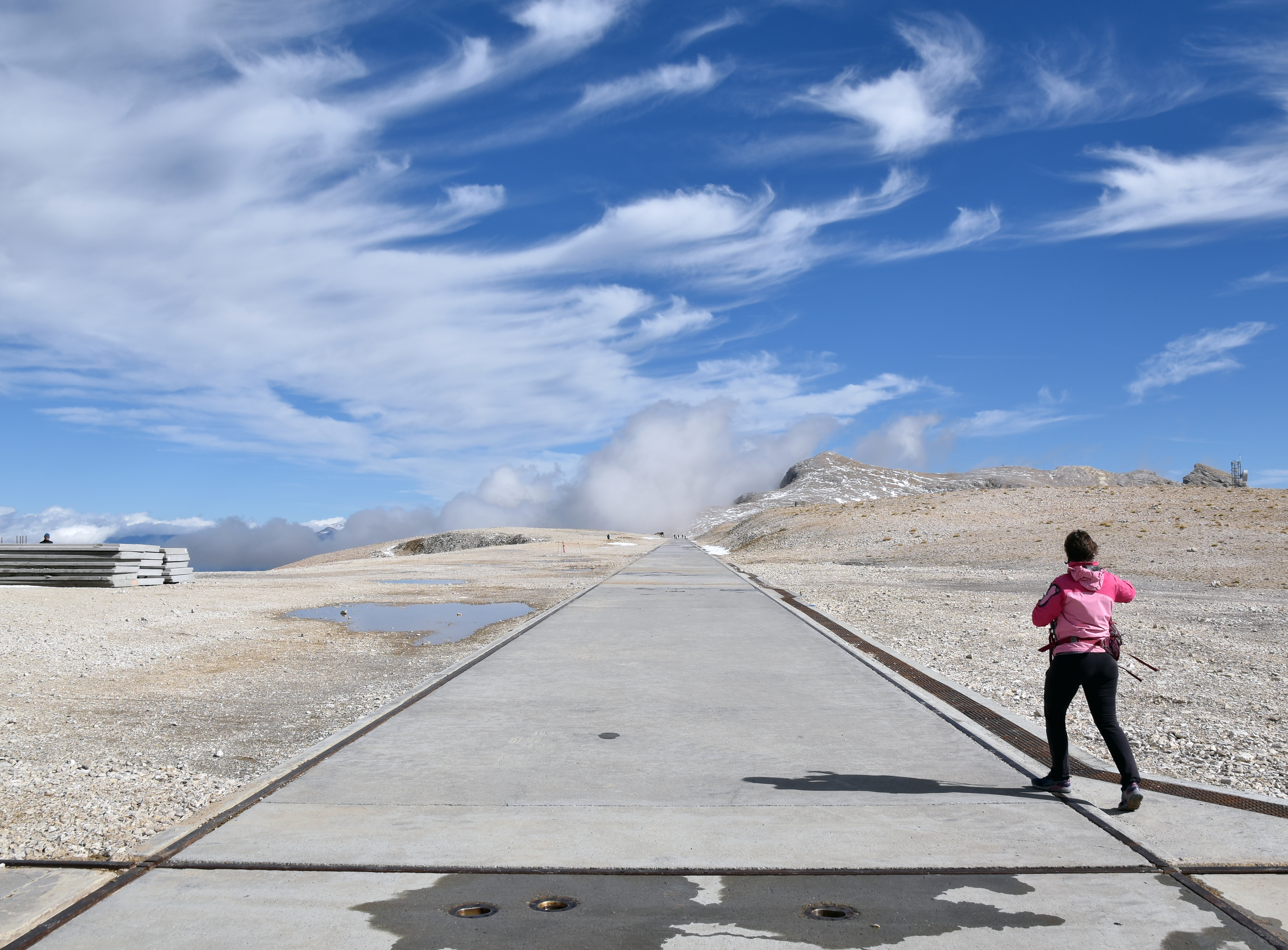
Une des deux branches sur lesquelles circulent les antennes.
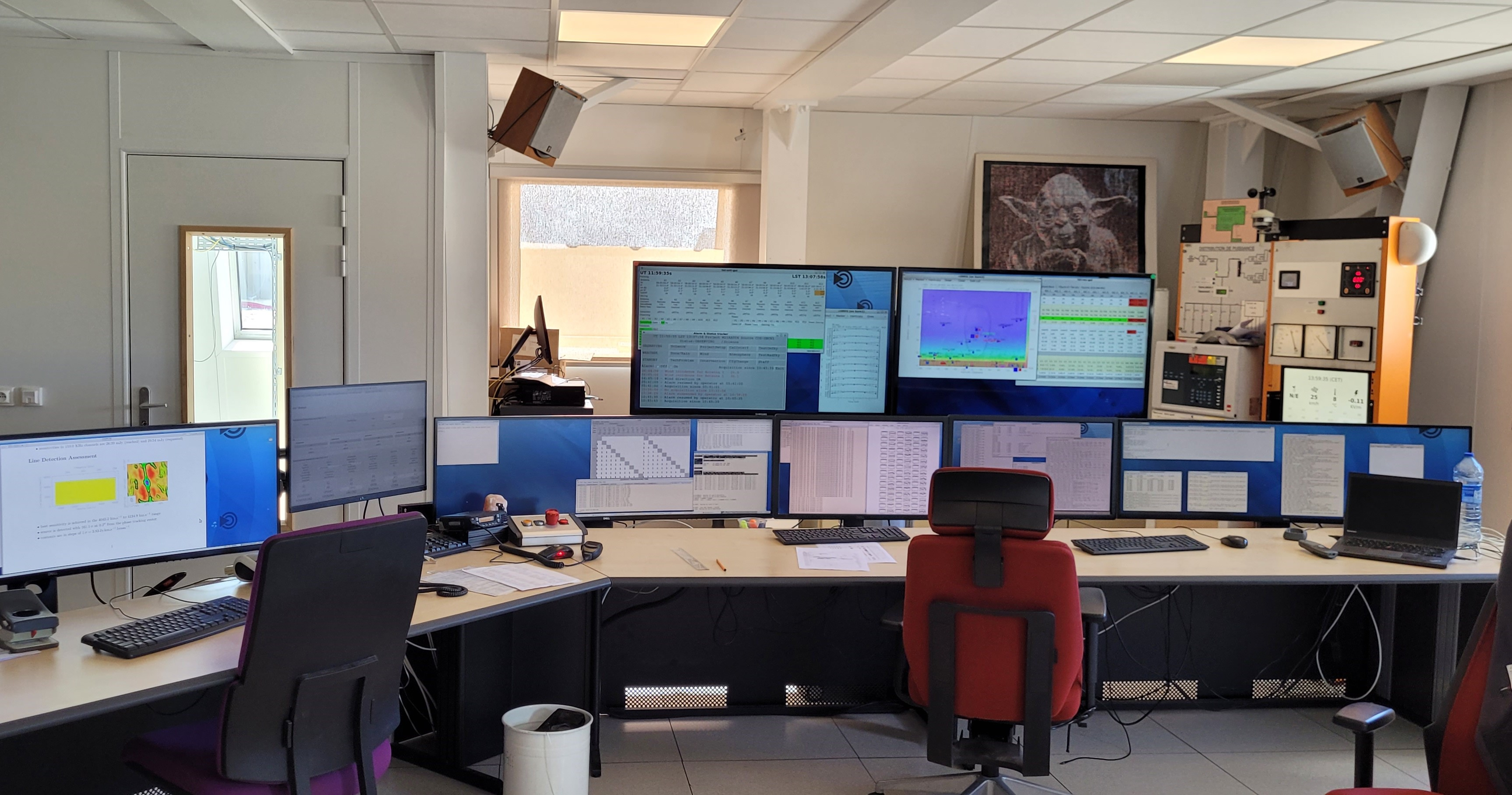
Centre de contrôle de l'observatoire.
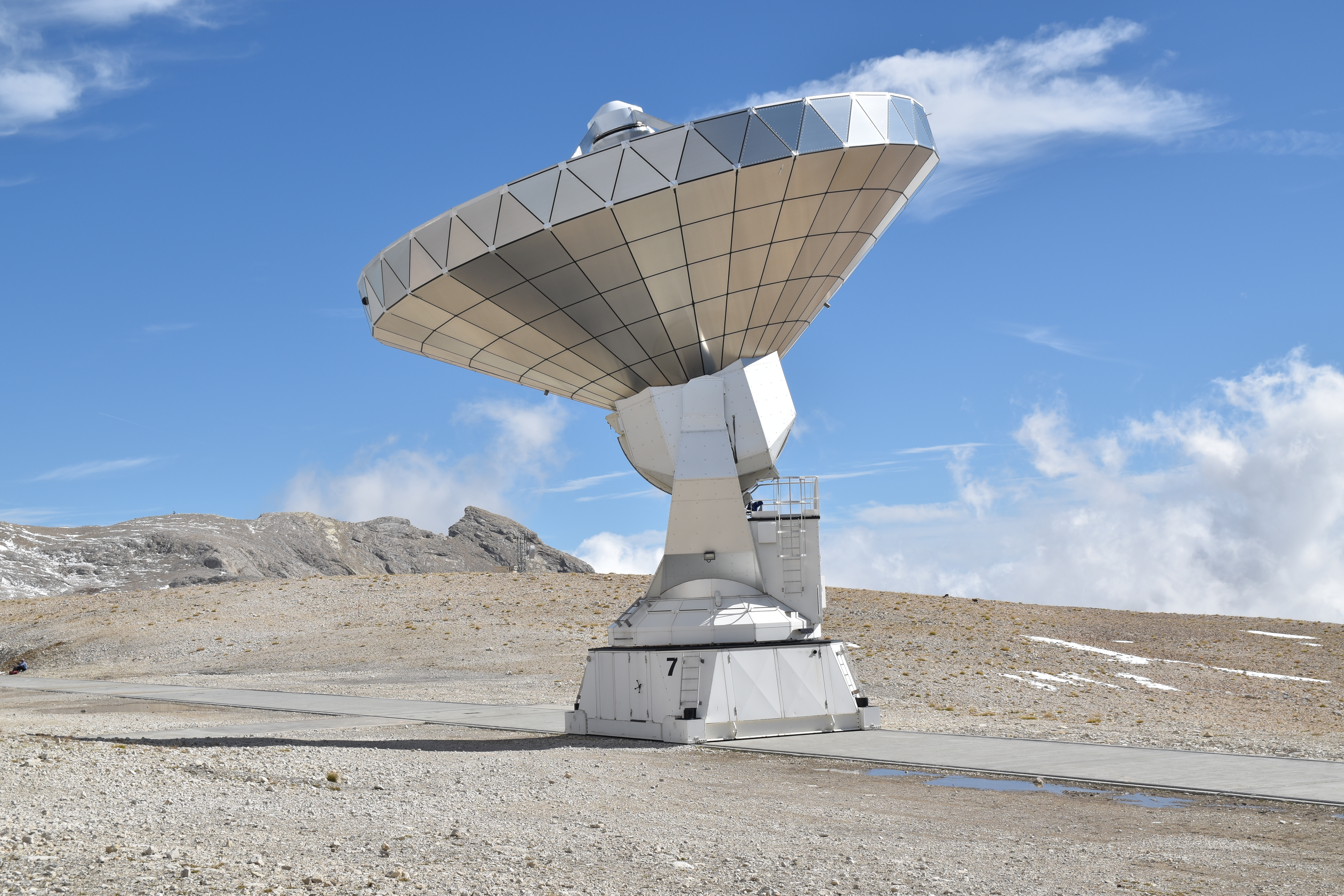
Une des douze antennes de l'observatoire.

## Activités

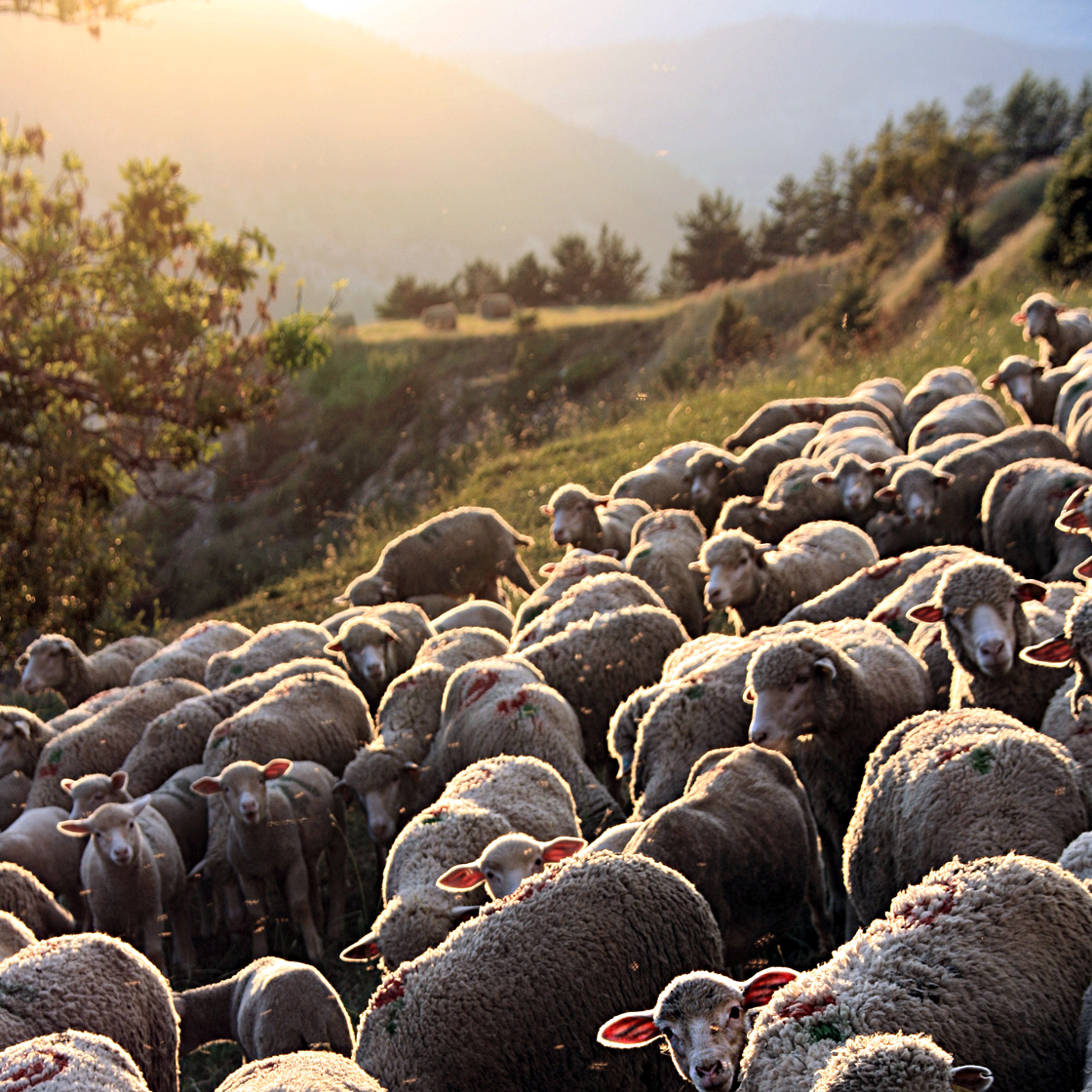
Moutons du Dévoluy.

Les deux activités qui dominent dans le Dévoluy sont l'élevage et le tourisme principalement hivernal (ski).

### Élevage
L'activité agricole est centrée sur l'élevage des bovins (pour le lait) mais surtout des moutons. On recensait vers 2010 environ 4 100 têtes de bétail. La principale espèce de mouton est le Mérinos d'Arles, une espèce rustique bien adaptée aux conditions rencontrées dans le Dévoluy. En 2014, environ 5 500 hectares étaient consacrés à l'agriculture (contre 3 270 hectares de forêt, 4 768 hectares d’éboulis, 5 007 hectares de broussailles et 42 hectares de bâti) dont un quart pour les cultures fourragères et les trois quarts de surface en herbe. Les terres cultivées sont concentrées au fond des vallons à la périphérie des villages. Le paysage agraire pratiquement dépourvu de haies végétales est ouvert sauf dans le secteur de Saint-Disdier où on trouve des petites parcelles entourées de haies. La superficie moyenne des exploitations, qui est assez élevée, est comprise entre 50 et 70 hectares et résulte d'un phénomène de concentration conséquence à la fois de la politique agricole commune (PAC), du manque de relève et de la prédation : entre 1988 et 2010, le nombre d'exploitations a été ainsi divisé par deux, passant de 84 à 49.
Le retour du loup et sa relative prolifération créent beaucoup de tensions chez les éleveurs et les élus d'une part, et les associations écologistes d'autre part, les attaques étant fréquentes malgré la surveillance, les clôtures et les chiens,.

### Tourisme
Le deuxième pôle d'activité du Dévoluy est le tourisme. Le ski de piste constitue la principale activité sportive avec deux stations de ski édifiées durant les Trente Glorieuses et dont l'architecture reflète bien les tendances en vigueur à l'époque de leur construction. SuperDévoluy, créée en 1966, est une station intégrée appliquant le principe du « ski au pied » avec deux immeubles de grande taille comprenant à la fois les logements, les services et les commerces et donnant directement sur les pistes. En revanche, la Joue du Loup, créée en 1976, décline le concept de la station village avec une ambiance cosy créée par des petits chalets de bois dispersés et des immeubles de petite taille. Les pistes interconnectées forment le domaine skiable du Dévoluy dont la longueur totale est de 100 kilomètres de pistes avec un dénivelé maximum de 1 000 mètres. Elles sont desservies par 22 remontées mécaniques dont une télécabine et cinq télésièges. 37 kilomètres de pistes sont équipées de canons à neige (chiffres 2024). Les deux stations combinées disposent de 12 000 lits,.
On pratique également dans le Dévoluy l'escalade sportive notamment dans des grandes voies (Pic de Bure, Les Gillardes), en falaise (les Gicons) et en empruntant la via ferrata du défilé de la Souloise. La spéléologie est également pratiquée dans les nombreux chorums (gouffres).

## Lieux et monuments

### Mère église de Saint-Disdier
La Mère-Église, sur l'ancienne commune de Saint-Disdier, est l'une des plus anciennes chapelles des Hautes-Alpes. Cette bâtisse est classée monument historique depuis 1927.

### Résurgence des Gillardes
Les sources des Gillardes sont la deuxième résurgence de France et se situent à la frontière entre le Dévoluy et le département de l'Isère.

### Interféromètre du plateau de Bure
L'interféromètre du plateau de Bure est perché à plus de 2 550 m d'altitude, mais est fermé au public. Son téléphérique privé est le plus long téléphérique à va-et-vient de France.

## Dans la culture
Le Dévoluy est décrit ainsi dans Les Misérables de Victor Hugo en 1862 :

« Voyez les montagnards de Dévolny (sic), pays si sauvage qu'on n'y entend pas le rossignol une fois en cinquante ans. »